# Del·li
Del·li (en llatí Dellius) va ser un cavaller romà que vivia com a negociant a Àsia l'any 44 aC quan es va unir a Cassi i després a Marc Antoni que el va enviar el 41 aC a Egipte per comunicar a Cleòpatra que havia de comparèixer a la seva presència a Tars, mandat que la reina va obeir.
L'any 36 aC apareix com a negociant a Judea i el mateix any va acompanyar a Marc Antoni en la seva expedició contra els parts. El 34 aC Marc Antoni va anar Armènia i Del·li va ser enviat al rei Artavasdes III d'Armènia amb la missió d'agafar-lo amb falses promeses.
A la campanya final de l'any 31 aC Marc Antoni el va enviar junt amb Amintes de Galàcia a reclutar tropes a Macedònia, però abans de la batalla final els dos van desertar i es van passar a Octavi. Es diu que tenia por de Cleòpatra perquè en una ocasió l'havia ofès. Després de la batalla d'Àccium ja no se'l menciona més.
Va escriure una història de la guerra contra els parts en la que ell mateix va prendre part, llibre que s'ha perdut. Sèneca fa referència a unes cartes de Del·li a Cleòpatra de caràcter lasciu.